# یوپی‌ام

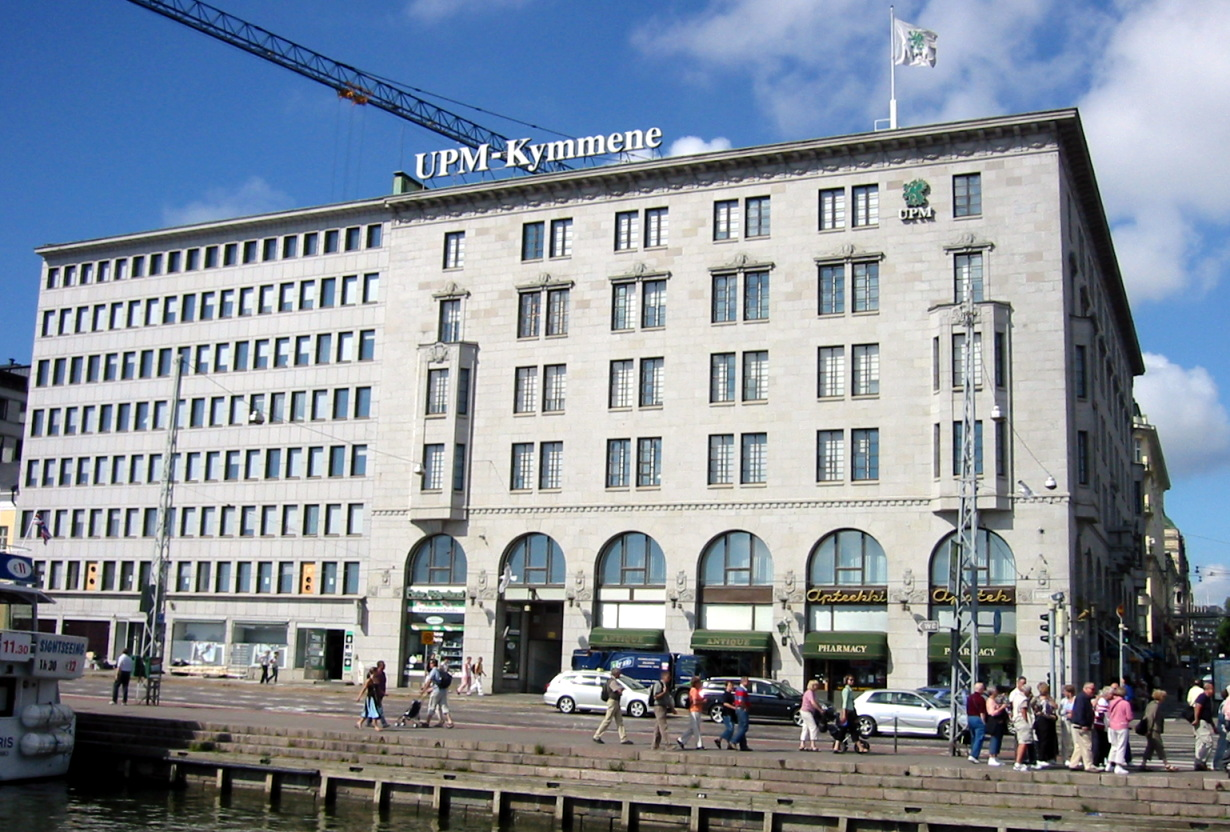
دفتر مرکزی یوپی‌ام در شهر هلسینکی، فنلاند

یوپی‌ام (به انگلیسی: UPM) شرکت فنلاندی تولیدکننده محصولات چوبی، کاغذ و خمیرکاغذ است، که در سال ۱۹۹۶ با ادغام شرکت‌های راپولا، یونایتد پی‌پر میلز و کایمن کورپوریشن تأسیس شد.
شرکت یوپی‌ام دارای ۳ گروه عملیاتی است که در حوزه‌های انرژی و خمیرکاغذ، کاغذ و مهندسی مواد متمرکز می‌باشد. در سال ۲۰۱۲ شمار کارکنان این شرکت در حدود ۲۴ هزار نفر بود و نیروگاه‌ها و کارخانجات تولیدی آن در ۱۷ کشور جهان مستقر می‌باشند. بخشی از سهام شرکت یوپی‌ام در بازار بورس نزدک اوام‌اکس هلسینکی معامله می‌شود. شرکت یوپی‌ام هم‌اکنون چهارمین تولید کننده بزرگ کاغذ در جهان است.

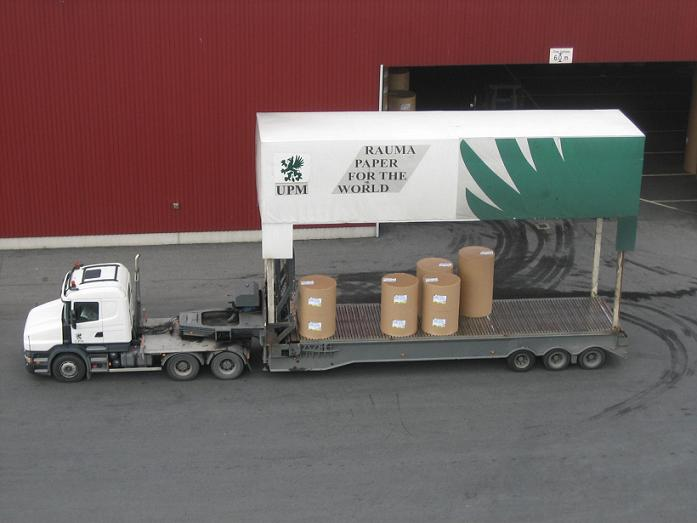
رول‌های کاغذ یوپی‌ام در حال انتقال از بندر راوما، فنلاند